# Starfish
Starfish war eine Schweizer Folk-Pop-Gruppe der 1990er Jahre. Ihre Hits Rain Comes Falling Down, It's a Shame  und  Three Young Ladies wurden viel im schweizerischen Hörfunk gespielt. Der Song Miini Fründin erhielt eine Platin-Auszeichnung der Plattenindustrie.

## Geschichte

### Anfänge
Starfish wurde im Frühjahr 1991 von Gabi Fischer, Tom Etter, Werner Fischer und Christian Pauli als Strassenmusikprojekt gegründet. In den folgenden zwei Jahren bereiste die Gruppe vorerst unter dem Namen Starfish & The Raiders of the Lost Shark neben der Schweiz auch Deutschland, Holland, Dänemark und Polen. Ihr Programm bestand in erster Linie aus angloamerikanischen Popsongs des gesamten 20. Jahrhunderts. Von Anfang an war die semi-akustische, minimale Besetzung mit Gesang, Gitarre, Kontrabass und Stehschlagzeug der Angelpunkt des Unternehmens. 1992 wurde eine erste Vinyl-Single mit Coverversionen (Shine/I Feel Fine) und einer ersten Eigenkomposition (It Gets Me Down) im Startrack Studio Schaffhausen aufgenommen.

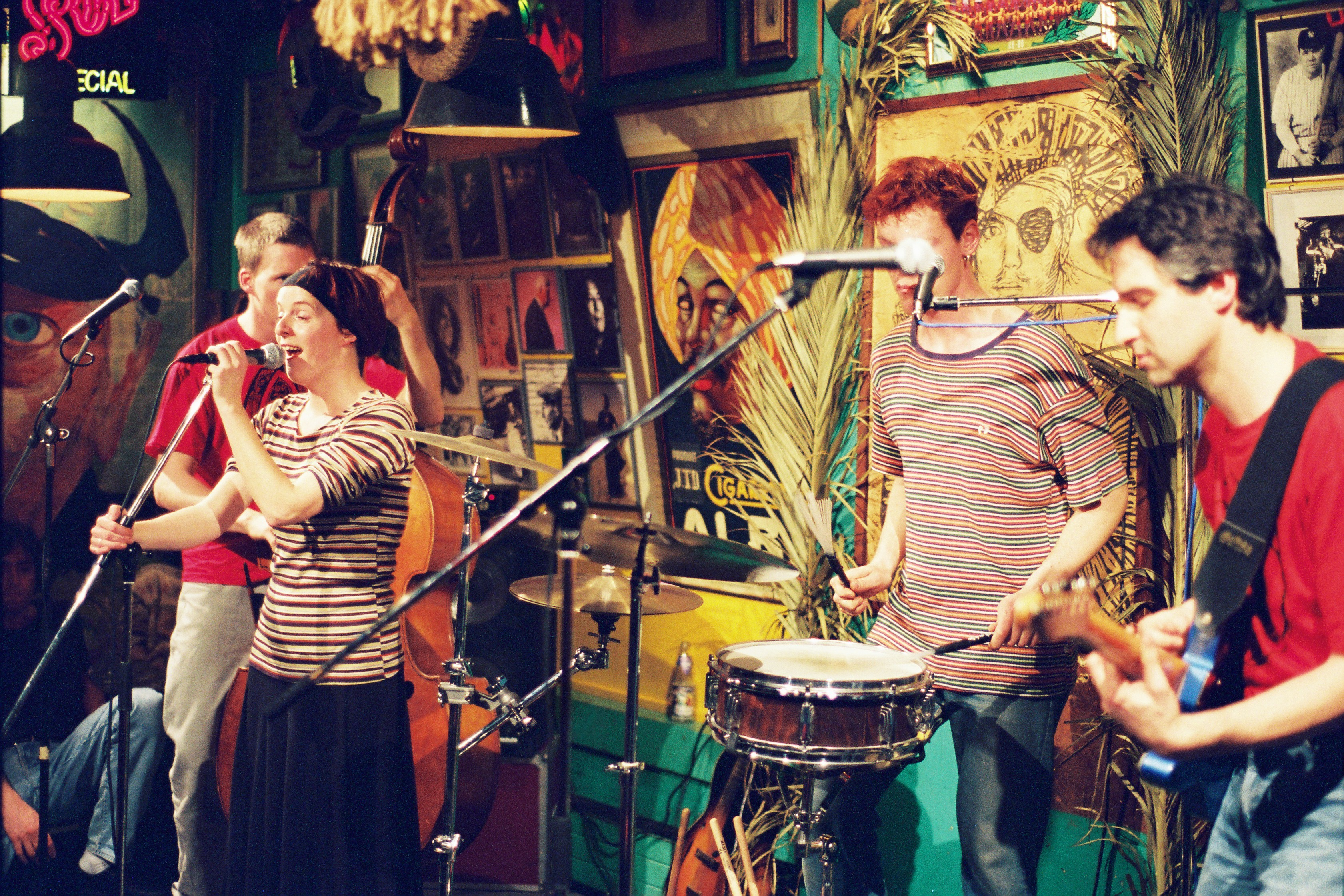
Starfish @ El Internacional Zürich, 1994

### Jahre 1993–1995
Seit Anfang 1993 begann der Schriftsteller und Texter Jan Krohn für die Band Songlyrics zu verfassen. Die Früchte dieser Zusammenarbeit wurden erstmals im Frühjahr 1994, wiederum im Startrack Studio, festgehalten und im Januar 1994 auf der von der Schweizer Musikpresse viel beachteten und gelobten CD In Love veröffentlicht. "Starfish landen dank süffigem Pop einen Hit", titelte die Berner Zeitung. Die Wochenzeitung WoZ resümierte: "Mit In Love schufen Starfish eine grossartige Platte." Der Song Rain Comes Falling Down entwickelte sich zum eigentlichen Airplay-Hit des öffentlich-rechtlichen Schweizer Radios DRS3. Es folgten alsbald die Liveübertragung eines Konzerts durch DRS3 'Uf dr Gass' sowie Beiträge in verschiedenen Radio- und Fernsehstationen. Die Band begab sich von Februar bis September 1994 auf eine rund vierzig Konzerte umfassende CD-Release-Tournee.

### Jahre 1995–1997
Nach der In Love-Tour verliess Christian Pauli aus familiären Gründen im Herbst 1995 die Band. Er wurde mit dem ebenfalls aus der Berner Jazzszene stammenden Bassisten Hans Ermel ersetzt. Im April 1996 zog sich die Band ins abgelegene Glarner Klöntal zurück und bannte dort mit Hilfe des Toningenieurs Patrik Schwitter die grösstenteils wieder mit Jan Krohn entstandenen Songs für die CD Slamming the Door auf analoges Band. Im August 1996 spielten sie zudem im Startrack Studio Miini Fründin ein, das Eröffnungsstück des Kinderlieder-Samplers Ohrewürm 2. Im Februar 1997 begann die CD-Release-Tour für Slamming The Door. Der Titel Three Young Ladies genoss wiederum ausgiebiges Airplay der Schweizer Radiostationen. Die Neue Zürcher Zeitung befand: "Zweifellos eines der schönsten Schweizer Popalben seit langem." Die Wochenzeitung WoZ formulierte: "Warme und freundliche, bisweilen melancholische Klänge gegen die Eile. Fürwahr, wer Lieder wie Man In The Horn oder Guess My Sign zustande bringt, verdient die Ernennung zum Chevalier des Arts et des Lettres."
Im Herbst 1997 erfolgte der letzte Auftritt, ohne dass die Band formal aufgelöst wurde.

## Bedeutung
Gewürdigt wird Starfish in der Wechselausstellung Oh Yeah! Popmusik in der Schweiz des Museum für Kommunikation in Bern (14. November 2014 bis 30. August 2015). An prominenter Stelle figurieren sie auch im dazu erschienenen Begleitband, in dem „alles, was in der Schweizer Popszene Rang und Namen hat(te), versammelt ist.“

## Diskografie
- I Feel Fine, RecRec 1992
- Rain Comes Falling Down, RecRec 1994
- In Love, SoundService 1995
- Verschiedene Ohrewürm 2, Tudor 1996 nur der Titel Miini Fründin
- Slamming the Door, SoundService 1997